# Jagtaj
Jagtaj é uma vila no distrito de Murshidabad, no estado indiano de Bengala Ocidental.

## Demografia
Segundo o censo de 2001, Jagtaj tinha uma população de 9406 habitantes. Os indivíduos do sexo masculino constituem 50% da população e os do sexo feminino 50%. Jagtaj tem uma taxa de literacia de 37%, inferior à média nacional de 59,5%: a literacia no sexo masculino é de 45% e no sexo feminino é de 29%. Em Jagtaj, 19% da população está abaixo dos 6 anos de idade.